# Куявские говоры

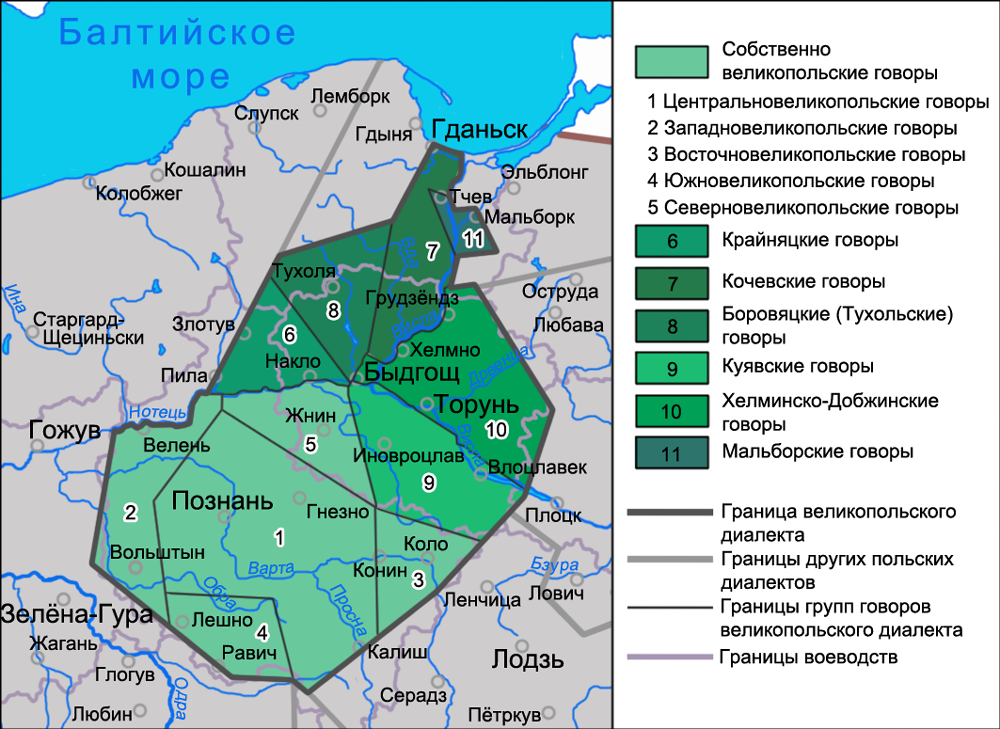
Куявские говоры на карте великопольского диалекта

Куя́вские го́воры (пол. gwary kujawskie) — говоры великопольского диалекта, распространённые в исторической области Куявы в центральных и южных районах Куявско-Поморского воеводства.
С. Урбанчик отмечал диалектное сходство собственно великопольских и куявских говоров, называя куявский «диалектом великопольского типа».
Тем не менее куявские говоры, хотя и разделяют с собственно великопольскими большое число общих диалектных черт, не относятся к данной группе говоров.
На территорию распространения куявских говоров заходит ряд периферийных частей ареалов диалектных явлений мазовецкого диалекта, размещающегося у границ с Куявами.

По произношению некоторых согласных наблюдаются различия западной и восточной частей ареала куявских говоров.

## Вопросы классификации
В одной из первых классификаций польских диалектов, составленной К. Ничем и представленной на карте 1919 года, область распространения куявских говоров рассматривалась как часть куявско-хелминско-кочевского наречия (пол. narzecze kujawsko-chełmińsko-kociewskie).
В классификации К. Нича, представленной в работе Wybór polskich tekstów gwarowych 1957 года, куявские говоры были включены в состав великопольского диалекта, они образовывали в северо-восточной части ареала диалекта вместе с хелминско-добжинскими и кочевско-грудзёндзско-вомбжезскими говорами обособленную куявскую группу говоров (пол. grupa kujawska).
Как отдельный диалектный регион в составе великопольского диалекта Куявы рассматриваются в классификации польских диалектов С. Урбанчика. В составе великопольского диалекта в широком смысле отмечает куявские говоры также Мариан Куцала (Marian Kucała) в «Энциклопедии польского языка» (Encyklopedia języka polskiego) 1991 года.
Два основных языковых признака, по которым К. Нич выделил великопольский диалект — отсутствие мазурения и звонкий тип межсловной фонетики (сандхи) — характерны и для куявских говоров.

## Область распространения
Куявские говоры распространены на востоке ареала великопольского диалекта. Они занимают территорию исторической области Куявы, расположенной в южной и центральной частях Куявско-Поморского воеводства в междуречье Вислы в её среднем течении и Нотеци в её верхнем течении в районах Быдгоща, Иновроцлава, Влоцлавека и других городов.
Ареал куявских говоров размещается к юго-западу от ареала хелминско-добжинских говоров, ареалы данных говоров разделяет граница, проходящая по реке Висле. На юго-востоке куявские говоры граничат с ближнемазовецкими говорами, представляющими юго-западную часть ареала мазовецкого диалекта, и ленчицкими говорами, входящими в северо-западную часть ареала малопольского диалекта. С юго-запада к куявским говорам примыкает территория распространения восточновеликопольских говоров, с запада — территория распространения северновеликопольских говоров. В северо-западной части ареала куявских говоров сходятся границы крайняцких, боровяцких (тухольских) и кочевских говоров.

## Особенности говоров
В куявских говорах распространено большое число собственно великопольских диалектных черт — различия с ними отмечаются в особенностях вокализма. Также куявские говоры разделяют ряд диалектных черт с говорами мазовецкого диалекта, часть из этих черт имеет более широкое распространение по всей северной Польше. Общие черты отмечаются у куявских с восточновеликопольскими говорами, которые К. Нич выделял в своей классификации польских диалектов как диалектный регион пограничье с Куявами (пол. pogranicze Kujaw). В северо-восточных куявских говорах по левому берегу Вислы отмечается ряд черт хелминско-добжинских говоров. Кроме того для куявских говоров характерны собственные местные языковые явления:
1. Монофтонгическое произношение гласных ā, ō и y.
2. На месте ē после твёрдых и отвердевших согласных представлен гласный y, после палатализованных — гласный i[20].
3. Дифтонгическре произношение начального ŏ.
4. Узкий характер произношения континуантов древнепольских носовых гласных[21][22].
5. Различение y и i.
6. Отсутствие мазурения[23].
7. Распространение звонкого типа сандхи[24].
8. Сохранение звонкости v в группах tv, sv, kv.
9. Синхронный тип произношения мягких губных.
10. Наличие в глаголах 1-го лица множественного числа индикатива окончания -m.
11. Наличие окончания -ta в формах глаголов 2-го лица множественного числа настоящего времени, сближающее куявские с восточновеликопольскими и мазовецкими говорами.